# 蕭討古
蕭討古（しょう とうこ、? - 982年）は、遼（契丹）の軍人。字は括寧。

## 経歴
蕭敵魯の孫で、蕭幹の甥にあたる。応暦初年、はじめて出仕した。冀王耶律敵烈と宣徽使耶律海思が反乱を計画すると、討古は耶律阿列とともに計画を穆宗に密告した。穆宗は討古の忠義を喜んで、朴謹公主を妻として与えた。保寧末年、南京統軍使となった。
乾亨元年（979年）、北宋が燕雲十六州に進攻すると、討古は北院大王耶律奚底とともに沙河で宋軍と戦い、敗走した。討古は再び戦おうとせず、清河の北に退いて駐屯した。景宗は討古の敗戦を聞くと、使者を派遣して「卿らは偵察をおこたり、用兵に法なく、敵に遭遇するとすぐ敗れるとは、将軍といえるのか」と責めた。討古は失脚を恐れて、高梁河の戦いでは奮戦して宋軍を撃破した。景宗は敗戦の罪を許し、南京侍衛親軍都指揮使に降格させるにとどめた。乾亨4年（982年）、死去した。

## 伝記資料
- 『遼史』巻84 列伝第14